# Grand Prix moto d'Argentine 2023
Le Grand Prix moto d'Argentine 2023 est la deuxième manche du championnat du monde de vitesse moto 2023.
Cette 19e édition du Grand Prix moto d'Argentine s'est déroulée du 31 mars au 2 avril sur l'autódromo Termas de Río Hondo.

## Qualifications

### MotoGP
| Meilleur temps de la session |

| Pos.                                          | Num | Pilote                | Constructeur | Temps          | Temps          | Position départ | Row |
| Pos.                                          | Num | Pilote                | Constructeur | Q1             | Q2             | Position départ | Row |
| --------------------------------------------- | --- | --------------------- | ------------ | -------------- | -------------- | --------------- | --- |
| 1                                             | 73  | Álex Márquez          | Ducati       | 1 min 47 s 317 | 1 min 43 s 881 | 1               | 1   |
| 2                                             | 72  | Marco Bezzecchi       | Ducati       | Qualifié en Q2 | 1 min 44 s 053 | 2               | 1   |
| 3                                             | 1   | Francesco Bagnaia     | Ducati       | Qualifié en Q2 | 1 min 44 s 739 | 3               | 1   |
| 4                                             | 21  | Franco Morbidelli     | Yamaha       | Qualifié en Q2 | 1 min 45 s 982 | 4               | 2   |
| 5                                             | 12  | Maverick Viñales      | Aprilia      | Qualifié en Q2 | 1 min 46 s 236 | 5               | 2   |
| 6                                             | 5   | Johann Zarco          | Ducati       | Qualifié en Q2 | 1 min 46 s 463 | 6               | 2   |
| 7                                             | 10  | Luca Marini           | Ducati       | Qualifié en Q2 | 1 min 46 s 588 | 7               | 3   |
| 8                                             | 89  | Jorge Martín          | Ducati       | Qualifié en Q2 | 1 min 46 s 635 | 8               | 3   |
| 9                                             | 41  | Aleix Espargaró       | Aprilia      | Qualifié en Q2 | 1 min 46 s 878 | 9               | 3   |
| 10                                            | 20  | Fabio Quartararo      | Yamaha       | 1 min 47 s 385 | 1 min 47 s 122 | 10              | 4   |
| 11                                            | 30  | Takaaki Nakagami      | Honda        | Qualifié en Q2 | 1 min 48 s 209 | 11              | 4   |
| 12                                            | 42  | Álex Rins             | Honda        | Qualifié en Q2 | 1 min 48 s 694 | 12              | 4   |
| 13                                            | 25  | Raúl Fernández        | Aprilia      | 1 min 47 s 420 | N/A            | 13              | 5   |
| 14                                            | 49  | Fabio Di Giannantonio | Ducati       | 1 min 47 s 456 | N/A            | 14              | 5   |
| 15                                            | 33  | Brad Binder           | KTM          | 1 min 47 s 511 | N/A            | 15              | 5   |
| 16                                            | 43  | Jack Miller           | KTM          | 1 min 47 s 671 | N/A            | 16              | 6   |
| 17                                            | 37  | Augusto Fernández     | KTM          | 1 min 48 s 420 | N/A            | 17              | 6   |
| 18                                            | 36  | Joan Mir              | Honda        | 1 min 48 s 585 | N/A            | 18              | 6   |
| RESULTATS OFFICIELS DES QUALIFICATIONS MOTOGP |     |                       |              |                |                |                 |     |

## Classement MotoGP

### Course sprint
| Pos                         | Num | Pilote                | Moto    | Tours | Temps/Écart     | Grille | Points |
| --------------------------- | --- | --------------------- | ------- | ----- | --------------- | ------ | ------ |
| 1                           | 33  | Brad Binder           | KTM     | 12    | 19 min 56 s 873 | 15     | 12     |
| 2                           | 72  | Marco Bezzecchi       | Ducati  | 12    | +0 s 069        | 2      | 9      |
| 3                           | 10  | Luca Marini           | Ducati  | 10    | +0 s 877        | 7      | 7      |
| 4                           | 21  | Franco Morbidelli     | Yamaha  | 12    | +2 s 354        | 4      | 6      |
| 5                           | 73  | Álex Márquez          | Ducati  | 12    | +2 s 462        | 1      | 5      |
| 6                           | 63  | Francesco Bagnaia     | Ducati  | 12    | +2 s 537        | 3      | 4      |
| 7                           | 12  | Maverick Viñales      | Aprilia | 12    | +2 s 643        | 5      | 3      |
| 8                           | 89  | Jorge Martín          | Ducati  | 12    | +3 s 754        | 8      | 2      |
| 9                           | 20  | Fabio Quartararo      | Yamaha  | 12    | +3 s 856        | 10     | 1      |
| 10                          | 43  | Jack Miller           | Ducati  | 12    | +5 s 143        | 16     |        |
| 11                          | 30  | Takaaki Nakagami      | Honda   | 12    | +5 s 574        | 11     |        |
| 12                          | 49  | Fabio Di Giannantonio | Ducati  | 12    | +6 s 965        | 14     |        |
| 13                          | 5   | Johann Zarco          | Ducati  | 12    | +7 s 568        | 6      |        |
| 14                          | 32  | Raul Fernandez        | Aprilia | 12    | +7 s 725        | 13     |        |
| 15                          | 42  | Álex Rins             | Honda   | 12    | +8 s 687        | 12     |        |
| 16                          | 37  | Augusto Fernandez     | KTM     | 12    | +9 s 040        | 17     |        |
| Ab.                         | 41  | Aleix Espargaró       | Aprilia | 4     | Chute           | 9      |        |
| Ab.                         | 36  | Joan Mir              | Honda   | 0     | Chute           | 18     |        |
| (en) [PDF] Rapport officiel |     |                       |         |       |                 |        |        |

### Course principale
| Pos                         | N° | Pilote                | Moto    | Tours | Temps/Écart     | Grille | Points |
| --------------------------- | -- | --------------------- | ------- | ----- | --------------- | ------ | ------ |
| 1                           | 72 | Marco Bezzecchi       | Ducati  | 25    | 44 min 28 s 518 | 2      | 25     |
| 2                           | 5  | Johann Zarco          | Ducati  | 25    | +4 s 085        | 6      | 20     |
| 3                           | 73 | Álex Márquez          | Ducati  | 25    | +4 s 681        | 1      | 16     |
| 4                           | 21 | Franco Morbidelli     | Yamaha  | 25    | +7 s 581        | 4      | 13     |
| 5                           | 89 | Jorge Martín          | Ducati  | 25    | +9 s 746        | 8      | 11     |
| 6                           | 43 | Jack Miller           | KTM     | 25    | +10 s 562       | 16     | 10     |
| 7                           | 20 | Fabio Quartararo      | Yamaha  | 25    | +11 s 095       | 10     | 9      |
| 8                           | 10 | Luca Marini           | Ducati  | 25    | +13 s 694       | 7      | 8      |
| 9                           | 42 | Álex Rins             | Honda   | 25    | +14 s 327       | 12     | 7      |
| 10                          | 49 | Fabio Di Giannantonio | Ducati  | 25    | +18 s 515       | 14     | 6      |
| 11                          | 37 | Augusto Fernández     | KTM     | 25    | +19 s 380       | 17     | 5      |
| 12                          | 12 | Maverick Viñales      | Aprilia | 25    | +26 s 091       | 5      | 4      |
| 13                          | 30 | Takaaki Nakagami      | Honda   | 25    | +28 s 394       | 11     | 3      |
| 14                          | 25 | Raúl Fernández        | Aprilia | 25    | +29 s 894       | 13     | 2      |
| 15                          | 41 | Aleix Espargaró       | Aprilia | 25    | +36 s 183       | 9      | 1      |
| 16                          | 1  | Francesco Bagnaia     | Ducati  | 25    | +47 s 753       | 3      |        |
| 17                          | 33 | Brad Binder           | KTM     | 25    | +48 s 106       | 15     |        |
| DNS                         | 36 | Joan Mir              | Honda   |       |                 | 18     |        |
| (en) [PDF] Rapport officiel |    |                       |         |       |                 |        |        |

## Classement Moto2
| Pos.                        | Num | Pilote                  | Moto       | Tours | Temps/Écart     | Grille | Points |
| --------------------------- | --- | ----------------------- | ---------- | ----- | --------------- | ------ | ------ |
| 1                           | 14  | Tony Arbolino           | Kalex      | 14    | 26 min 26 s 606 | 8      | 25     |
| 2                           | 21  | Alonso López            | Boscoscuro | 14    | +0 s 663        | 1      | 20     |
| 3                           | 96  | Jake Dixon              | Kalex      | 14    | +1 s 961        | 4      | 16     |
| 4                           | 40  | Arón Canet              | Kalex      | 14    | +7 s 769        | 2      | 13     |
| 5                           | 11  | Sergio García           | Kalex      | 14    | +11 s 954       | 28     | 11     |
| 6                           | 15  | Darryn Binder           | Kalex      | 14    | +12 s 274       | 11     | 10     |
| 7                           | 12  | Filip Salač             | Kalex      | 14    | +13 s 100       | 13     | 9      |
| 8                           | 35  | Somkiat Chantra         | Kalex      | 14    | +13 s 200       | 3      | 8      |
| 9                           | 75  | Albert Arenas           | Kalex      | 14    | +13 s 649       | 10     | 7      |
| 10                          | 22  | Sam Lowes               | Kalex      | 14    | +14 s 107       | 14     | 6      |
| 11                          | 18  | Manuel González         | Kalex      | 14    | +15 s 581       | 7      | 5      |
| 12                          | 37  | Pedro Acosta            | Kalex      | 14    | +16 s 913       | 5      | 4      |
| 13                          | 13  | Celestino Vietti        | Kalex      | 14    | +17 s 135       | 6      | 3      |
| 14                          | 16  | Joe Roberts             | Kalex      | 14    | +25 s 871       | 9      | 2      |
| 15                          | 54  | Fermín Aldeguer         | Boscoscuro | 14    | +27 s 388       | 16     | 1      |
| 16                          | 81  | Jordi Torres            | Kalex      | 14    | +31 s 901       | 23     |        |
| 17                          | 52  | Jeremy Alcoba           | Kalex      | 14    | +32 s 583       | 15     |        |
| 18                          | 84  | Zonta van den Goorbergh | Kalex      | 14    | +33 s 523       | 20     |        |
| 19                          | 7   | Barry Baltus            | Kalex      | 14    | +33 s 755       | 12     |        |
| 20                          | 2   | Soichiro Minamimoto     | Kalex      | 14    | +33 s 918       | 27     |        |
| 21                          | 72  | Borja Gómez             | Kalex      | 21    | +48 s 220       | 29     |        |
| 22                          | 64  | Bo Bendsneyder          | Kalex      | 14    | +49 s 932       | 17     |        |
| 23                          | 19  | Lorenzo Dalla Porta     | Kalex      | 14    | +55 s 187       | 24     |        |
| 24                          | 24  | Marcos Ramírez          | Forward    | 14    | +55 s 414       | 19     |        |
| 25                          | 71  | Dennis Foggia           | Kalex      | 14    | +55 s 564       | 22     |        |
| Ab.                         | 33  | Rory Skinner            | Kalex      | 5     | Chute           | 25     |        |
| Ab.                         | 98  | David Sanchis           | Forward    | 5     | Retrait         | 26     |        |
| Ab.                         | 4   | Sean Dylan Kelly        | Kalex      | 1     | Retrait         | 18     |        |
| DNS                         | 17  | Ai Ogura                | Kalex      |       |                 |        |        |
| (en) [PDF] Rapport officiel |     |                         |            |       |                 |        |        |

## Classement Moto3
| Pos.                        | No. | Biker              | Constructor | Laps | Time/Retired    | Grid | Points |
| --------------------------- | --- | ------------------ | ----------- | ---- | --------------- | ---- | ------ |
| 1                           | 24  | Tatsuki Suzuki     | Honda       | 18   | 35 min 18 s 099 | 6    | 25     |
| 2                           | 10  | Diogo Moreira      | KTM         | 18   | +4 s 571        | 3    | 20     |
| 3                           | 16  | Andrea Migno       | KTM         | 18   | +4 s 699        | 9    | 16     |
| 4                           | 96  | Daniel Holgado     | KTM         | 18   | +8 s 814        | 10   | 13     |
| 5                           | 19  | Scott Ogden        | Honda       | 18   | +11 s 512       | 8    | 11     |
| 6                           | 82  | Stefano Nepa       | KTM         | 18   | +11 s 865       | 14   | 10     |
| 7                           | 27  | Kaito Toba         | Honda       | 18   | +12 s 159       | 11   | 9      |
| 8                           | 43  | Xavier Artigas     | CFMoto      | 18   | +12 s 467       | 15   | 8      |
| 9                           | 6   | Ryusei Yamanaka    | Honda       | 18   | +12 s 884       | 18   | 7      |
| 10                          | 38  | David Salvador     | KTM         | 18   | +12 s 844       | 22   | 6      |
| 11                          | 63  | Syarifuddin Azman  | KTM         | 18   | +14 s 033       | 20   | 5      |
| 12                          | 18  | Matteo Bertelle    | Honda       | 18   | +20 s 736       | 12   | 4      |
| 13                          | 55  | Romano Fenati      | Honda       | 18   | +26 s 304       | 24   | 3      |
| 14                          | 80  | David Alonso       | Gas Gas     | 18   | +27 s 524       | 7    | 2      |
| 15                          | 70  | Joshua Whatley     | Honda       | 18   | +37 s 275       | 28   | 1      |
| 16                          | 44  | David Muñoz        | KTM         | 18   | +39 s 602       | 16   |        |
| 17                          | 92  | David Almansa      | CFMoto      | 18   | +41 s 959       | 25   |        |
| 18                          | 72  | Taiyo Furusato     | KTM         | 18   | +45 s 783       | 26   |        |
| 19                          | 48  | Iván Ortolá        | KTM         | 18   | +47 s 086       | 4    |        |
| 20                          | 7   | Filippo Farioli    | KTM         | 18   | +47 s 380       | 21   |        |
| 21                          | 22  | Ana Carrasco       | KTM         | 18   | +53 s 918       | 27   |        |
| 22                          | 95  | Collin Veijer      | Husqvarna   | 18   | +55 s 636       | 17   |        |
| 23                          | 99  | José Antonio Rueda | KTM         | 18   | +56 s 852       | 13   |        |
| 24                          | 53  | Deniz Öncü         | KTM         | 18   | +1 min 23 s 159 | 2    |        |
| Ab.                         | 54  | Riccardo Rossi     | Honda       | 17   | Chute           | 19   |        |
| Ab.                         | 5   | Jaume Masià        | Honda       | 13   | Chute           | 5    |        |
| Ab.                         | 64  | Mario Aji          | Honda       | 13   | Chute           | 23   |        |
| Ab.                         | 71  | Ayumu Sasaki       | Husqvarna   | 10   | Chute           | 1    |        |
| (en) [PDF] Rapport officiel |     |                    |             |      |                 |      |        |

## Classement provisoire au championnat
Seul le top 5 est représenté ici,,.

### MotoGP
|   | Pos. | Pilote            | Points |
| - | ---- | ----------------- | ------ |
| 2 | 1    | Marco Bezzecchi   | 50     |
| 1 | 2    | Francesco Bagnaia | 41     |
| 1 | 3    | Johann Zarco      | 35     |
| 2 | 4    | Álex Márquez      | 33     |
| 3 | 5    | Maverick Viñales  | 32     |

|   | Pos. | Constructeur | Points |
| - | ---- | ------------ | ------ |
|   | 1    | Ducati       | 71     |
| 1 | 2    | KTM          | 38     |
| 1 | 3    | Aprilia      | 32     |
| 1 | 4    | Yamaha       | 27     |
| 1 | 5    | Honda        | 20     |

|   | Pos. | Equipe                      | Points |
| - | ---- | --------------------------- | ------ |
| 4 | 1    | Mooney VR46 Racing Team     | 65     |
| 2 | 2    | Prima Pramac Racing         | 57     |
|   | 3    | Red Bull KTM Factory Racing | 47     |
| 2 | 4    | Aprilia Racing              | 44     |
| 4 | 5    | Ducati Lenovo Team          | 41     |

### Moto2
|   | Pos. | Pilote        | Points |
| - | ---- | ------------- | ------ |
| 2 | 1    | Tony Arbolino | 41     |
|   | 2    | Arón Canet    | 33     |
| 2 | 3    | Pedro Acosta  | 29     |
| 2 | 4    | Jake Dixon    | 26     |
| 1 | 5    | Filip Salač   | 22     |

|  | Pos. | Constructeur | Points |
|  | ---- | ------------ | ------ |
|  | 1    | Kalex        | 50     |
|  | 2    | Boscoscuro   | 23     |

|   | Pos. | Equipe                     | Points |
| - | ---- | -------------------------- | ------ |
| 1 | 1    | Elf Marc VDS Racing Team   | 56     |
| 1 | 2    | Pons Wegow Los40           | 45     |
| 2 | 3    | Red Bull KTM Ajo           | 44     |
|   | 4    | QJmotor Gresini Moto2      | 28     |
| 1 | 5    | Solunion GasGas Aspar Team | 26     |

### Moto3
|    | Pos. | Pilote         | Points |
| -- | ---- | -------------- | ------ |
|    | 1    | Daniel Holgado | 38     |
| 1  | 2    | Diogo Moreira  | 36     |
| 11 | 3    | Tatsuki Suzuki | 27     |
| 2  | 4    | David Muñoz    | 20     |
| 2  | 5    | Stefano Nepa   | 19     |

|   | Pos. | Constructeur | Points |
| - | ---- | ------------ | ------ |
|   | 1    | KTM          | 45     |
|   | 2    | Honda        | 36     |
| 1 | 3    | CFMoto       | 16     |
| 1 | 4    | Husqvarna    | 10     |
|   | 5    | Gas Gas      | 7      |

|   | Pos. | Equipe                   | Points |
| - | ---- | ------------------------ | ------ |
| 3 | 1    | MT Helmets – MSi         | 41     |
| 1 | 2    | Red Bull KTM Tech3       | 38     |
| 4 | 3    | Leopard Racing           | 38     |
| 6 | 4    | CIP Green Power          | 25     |
|   | 5    | CFMoto Racing Prüstel GP | 23     |